# فلوریان فروملوویتز
فلوریان فروملوویتز (انگلیسی: Florian Fromlowitz؛ زادهٔ ۲ ژوئیهٔ ۱۹۸۶) بازیکن فوتبال اهل آلمان است.
از باشگاه‌هایی که در آن بازی کرده‌است می‌توان به باشگاه فوتبال دینامو درسدن، باشگاه فوتبال هانوفر ۹۶، باشگاه فوتبال کایزرسلاوترن، باشگاه فوتبال وهن ویسبادن، و باشگاه فوتبال دویسبورگ اشاره کرد.
وی همچنین در تیم‌های ملی فوتبال جوانان آلمان و زیر ۲۱ سال آلمان بازی کرده‌است.